# Scarthyla vigilans
Az Scarthyla vigilans a kétéltűek (Amphibia) osztályának békák (Anura) rendjébe és a levelibéka-félék (Hylidae) családjába tartozó faj.

## Előfordulása
A faj Kolumbiában, Trinidadon és Venezuelában él. Természetes élőhelye a száraz szavannák, nedves szavannák, szubtrópusi vagy trópusi időszakosan nedves vagy elárasztott síkvidéki rétek, mocsarak, időszakos édesvizű tavak, édesvízű lápok, időszakos édesvizű lápok, legelők, pocsolyák.